# Chrysosoma moderatum
Chrysosoma moderatum är en tvåvingeart som först beskrevs av Walker 1864.  Chrysosoma moderatum ingår i släktet Chrysosoma och familjen styltflugor. Inga underarter finns listade i Catalogue of Life.